# Richard Pole
Le chevalier Richard Pole (1462 – mort avant le 18 décembre 1505) est un parent et partisan d'Henri VII d'Angleterre. Élevé au rang de Chevalier de la Jarretière, il bénéficie d'un mariage prestigieux avec une princesse Plantagenêt, Margaret : par ce mariage, les Tudor renforcent l'alliance des maisons princières de Lancastre et d'York.

## Famille
Fils de l'écuyer de Worrell et Wythurn Geoffrey Pole (1431–1479), Richard Pole est un représentant de la noblesse terrienne du Buckinghamshire. Sa mère, Edith St John, est fille d'Oliver St John de Bletso (†1437) et la demi-sœur de la mère d’Henri VII, Marguerite Beaufort (1443-1509) : toutes deux sont en effet issues de Marguerite Beauchamp, qui a été mariée trois fois ; cette ascendance fait de Richard Pole un cousin d'Henri VII et d'Alice St John, la mère de Jane Parker.
Sa sœur Eleanor Verney est dame de compagnie d'Élisabeth d'York et de Margaret Tudor.

## À la cour des Tudor
Henri VII lui confie différentes charges au Pays de Galles : connétable de Harlech et de Montgomery, haut-sheriff du Merionethshire. En 1495, Richard Pole lève une troupe pour réprimer la rébellion de Perkin Warbeck.
Richard Pole se taille la réputation d'un « capitaine vaillant et experimenté », choisi dans les premiers pour appuyer Henri VII dans ses campagnes d’Écosse en 1497, d'abord à la tête d'une lance et 200 archers, puis 600 hommes d'armes, 12 lances et 540 archers et frondeurs.
Henri l'élève au rang de Premier gentilhomme de la Chambre, attaché au service du Prince de Galles. Richard Pole est fait Chevalier de la Jarretière en avril 1499. Après le mariage du prince Arthur avec Catherine d'Aragon en 1501, il l'accompagne au château de Ludlow où Arthur prend ses fonctions de président du Conseil des Marches galloises. Richard Pole reçoit d'ailleurs délégation pour l’administration des Marches. Il a la difficile tâche d'annoncer au roi la mort prématurée de son fils, le 2 avril 1502.

## Mariage
Il épouse Margaret Plantagenet, fille de Georges Plantagenêt (1er duc de Clarence) et d'Isabelle Neville. La date de mariage reste incertaine (entre 1491 et septembre 1494) ; quoi qu'il en soit, leur fils aîné, Henry, est né en 1492. William Shakespeare, dans sa pièce Richard III, prête ces mots au roi : « Cherche-moi quelque mince gentilhomme à qui je puisse marier promptement la fille de Clarence », et Horace Walpole rapporte dans sa correspondance que le roi Henri a marié Margaret « à l'insignifiant Richard, qu'on dit n'avoir été qu'un chevalier gallois. ».